# 青木節子 (バスケットボール)
青木 節子（あおき せつこ、1986年12月10日 - ）は、日本の女子バスケットボール選手である。愛媛県出身。ニックネームは「テン」。ポジションはセンターフォワード。178cm、63kg。

## 来歴
夙川学院高校からトヨタ自動車に入社。
2010年、エバラヴィッキーズに移籍。
2013年引退。

## 経歴
- 城辺小 - 城辺中 - 夙川学院高 - トヨタ自動車（2005年〜2010年）- エバラ（2010年〜2013年）